# Вавиловская волость
Вавиловская волость — административно-территориальная единица Херсонского уезда Херсонской губернии.
По состоянию на 1886 состояла из 7 поселений, 8 сельских общин. Население 2631 человек (1294 мужского пола и 1339 женского), 433 дворовых хозяйства.
|                        | Площадь, десятин | В том числе пахотной, дес. |
| ---------------------- | ---------------- | -------------------------- |
| Сельских общин         | 7360             | 3837                       |
| Частной собственности  | 31 215           | 8010                       |
| Казённой собственности | 6231             | 2400                       |
| Другой собственности   | 240              | 60                         |
| Всего                  | 45 046           | 14 307                     |

Самые большие поселения волости:
- Вавиловка — село при прудах в 32 верстах от уездного города, 213 человек, 46 дворов, церковь православная.
- Киселевка (Поляцкое) — село при прудах, 558 человек, 98 дворов, католический молитвенный дом.
- Константиновка (Матросское) — село, 878 человек, 109 дворов, молитвенный дом, лавка.